# Selección femenina de voleibol de Paraguay
La selección femenina de voleibol de Paraguay es el equipo representativo del país en las competiciones oficiales de voleibol. Su organización está a cargo de la Federación Paraguaya de Voleibol. Al 2014 se encontraba en el 121° puesto del ranking mundial.

## Resultados

### Campeonato Sudamericano
- 1997 — 7° Puesto
- 1999 — 6° Puesto
- 2001 — 6° Puesto
- 2003 — No Clasificado
- 2005 — No Clasificado
- 2007 — 8° Puesto
- 2009 — 8° Puesto
- 2011 — 7° Puesto
- 2013 — No Clasificado